# Нове Грякове
Нове́ Гряко́ве — село в Україні, у Чутівській селищній громаді Полтавського району Полтавської області. Населення становить 195 осіб.

## Географія
Село Нове Грякове знаходиться на березі річки Орчик, вище за течією на відстані 1,5 км розташоване село Гірчаківка (Берестинський район), нижче за течією примикає село Грякове.

## Історія
1748 рік - дата першої згадки. 
12 червня 2020 року, відповідно до розпорядження Кабінету Міністрів України № 721-р «Про визначення адміністративних центрів та затвердження територій територіальних громад Полтавської області», село увійшло до складу Чутівської селищної громади.
19 липня 2020 року, в результаті адміністративно - територіальної реформи та ліквідації Чутівського району, село увійшло до складу новоутвореного Полтавського району.